# Xã Buffalo, Quận Union, Pennsylvania
Xã Buffalo (tiếng Anh: Buffalo Township) là một xã thuộc quận Union, tiểu bang Pennsylvania, Hoa Kỳ. Năm 2010, dân số của xã này là 3.538 người.